# Marquesado de Casa Villavicencio
El Marquesado de Casa Villavicencio es un título nobiliario español, creado el 29 de diciembre de 1712 por el rey Felipe V a favor de Lorenzo Villavicencio y Negrón, hijo de Nuño de Villavicencio y Villavicencio y de Ana María Núñez de Villavicencio, señora de la villa de los Arguillos.
Su denominación hace referencia al señorío que poseía la familia Villavicencio, en Villavicencio, integrada  en Tierra de Campos en la actual provincia de Valladolid. Esta posesión dio lugar a la Casa de Villavicencio y ésta a la denominación del marquesado que les fue concedido.
Esta familia ha estado desde el siglo XIII permanentemente ligada a Andalucía y más concretamente a la ciudad de Jerez de la Frontera.

## Antecedentes históricos
El primer señor de Villavicencio, del que se tiene referencias históricas, fue Miguel Fernández de Villavicencio, ricohombre de Castilla, en época de Enrique I de Castilla (año 1198).
Su hijo y sucesor García Rasura de Villavicencio, señor de Villavicencio, participó en la batalla de las Navas de Tolosa (año 1212).
Su hijo y sucesor, Miguel Fernández de Villavicencio, acompañó al rey Fernando III el Santo en la reconquista de Andalucía, tomando Jerez de la Frontera (años 1255 y 1264), y fue uno de los que obtuvo repartimiento de tierras en dicho término y ciudad. Por problemas políticos perdió el señorío de Villavicencio en Castilla, por lo que se radicó definitivamente en Jerez de la Frontera donde sus descendientes siempre fueron relevantes en la ciudad regentando casi perpetuamente el puesto de Regidor y siendo también Caballero Veinticuatro de Jerez de la Frontera.
Su hijo, Gonzalo Núñez de Villavicencio, Regidor de Jerez de la Frontera, casó con María Alonso de Astudillo, de noble y acaudalada familia jerezana y fueron los creadores del señorío de Valhermoso de Pozuela, que con el tiempo daría lugar al marquesado de Valhermoso de Pozuela, creado el 10 de octubre de 1681 por el rey Carlos II para Lorenzo Fernández de Villavicencio y Benítez de Melgarejo, marqués de la Mesa de Asta (creado el  6 de agosto de 1689 por el mismo rey).

## Marqueses de Casa Villavicencio
|                       | Titular                                                 | Periodo               |
| Creación por Felipe V | Creación por Felipe V                                   | Creación por Felipe V |
| --------------------- | ------------------------------------------------------- | --------------------- |
| I                     | Lorenzo Villavicencio y Negrón                          | 1712- ?               |
| II                    | Melchora Gerónima de Villavicencio y Venegas de Córdoba |                       |
| III                   | Francisca Xaviera Núñez de Vilavicencio y Villavicencio |                       |
| IV                    | Lorenzo Justino Fernández de Villavicencio y Núñez      | ? -1810               |
| V                     | Lorenzo Fernández de Villavicencio y Cañas              | 1810-1859             |
| VI                    | Lorenzo Fernández de Villavicencio y del Corral         | 1859-1896             |
| VII                   | José Fernández de Villavicencio y Oronoz                | 1896-1937             |
| VIII                  | José Malcampo y Fernández de Villavicencio              | 1937-1960             |
| IX                    | María Cristina Malcampo y de San Miguel                 | 1960-2006             |
| X                     | María Cristina Osorio Malcampo                          | 2006-actual titular   |

## Historia de los marqueses de Casa Villavicencio
- Lorenzo Villavicencio y Negrón, I marqués de Casa Villavicencio. Caballero Veinticuatro de Jerez de la Frontera, señor de Villavicencio. Le sucedió la hija de su hermana Luisa de Villavicencio y Negrón que había casado con Francisco de Villavicencio y Morla, señor del Temple y de Rodrigálvarez, su sobrina:

- Melchora Gerónima de Villavicencio y Venegas de Córdoba, II marquesa de Casa Villavicencio. Casó con José Spínola y Villavicencio. Sin descendientes. Le sucedió su prima Francisca Xaviera, hija de Cristóbal Salvador de Villavicencio y Morla, hermano de su padre, y de su esposa Josefa de Paula de Villavicencio y Zacarías, que era hija de Bartolomé de Villavicencio II marqués de la Mesa de Asta:

- Francisca Xaviera Núñez de Villavicencio y Villavicencio (n. en 1785), III marquesa de Casa Villavicencio. Casó con Lorenzo Tadeo Fernández de Villavicencio I duque de San Lorenzo de Valhermoso, marqués de Valhermoso de Pozuela, IV marqués de la Mesa de Asta. Le sucedió su hijo:

- Lorenzo Justino Fernández de Villavicencio y Núñez (1754-1810), IV marqués de Casa Villavicencio, II duque de San Lorenzo de Valhermoso, V marqués de la Mesa de Asta. Casó con María Eulalia de Cañas y Portocarrero, hija de Manuel de Cañas Trelles, V duque del Parque y de Agustina Portocarreo y Maldonado, III marquesa de Castrillo, III condesa de Belmonte de Tajo. Le sucedió su hijo:

- Lorenzo Fernández de Villavicencio y Cañas ( 1778-1859), V marqués de Casa Villavicencio, III duque de San Lorenzo de Valhermoso, IX duque del Parque, XII marqués de Valdecerrato, VI marqués de la Mesa de Asta, VII marqués de Castrillo, VII conde de Belmonte de Tajo, X barón de Regiulfo.

Casó en primeras nupcias con María Josefa de Cañaveral y Cañas, VIII duquesa del Parque, XI marquesa de Valdecerrato, VI marquesa de Castrillo, VI condesa de Belmonte de Tajo, V marquesa de Villaviejo, III condesa de Benalúa. No hubo descendientes y fue él, el que heredó todos los títulos de su esposa.
En segundas nupcias, casó con Josefa del Corral y García, con quien tuvo a su hijo y sucesor:
- Lorenzo Fernández de Villavicencio y del Corral (1841-1896), VI marqués de Casa Villavicencio, IV duque de San Lorenzo de Valhermoso, XI duque del Parque. Casó con Josefa de Oronoz Clemente Beas y Pineda. Le sucedió su hijo:

- José Fernández de Villavicencio y Oronoz(1875-1937), VII marqués de Casa Villavicencio, V duque de San Lorenzo de Valhermoso, XII duque del Parque (el X duque del Parque fue su hermano mayor que murió sin descendencia). Casó con Mercedes Fernández de Lloreda Ruiz-Cisneros Orias y Sánchez, de quién no hubo descendencia. Le sucedió su sobrino José Malcampo, hijo de su hermana María Josefa Fernández de Villavicencio y Oronoz que había casado con Juan Malcampo y Mathews, VII marqués de San Rafael:

- José Malcampo y Fernández de Villavicencio (n. en 1892), VIII marqués de Casa Villavicencio, VI duque de San Lorenzo de Valhermoso, XIII duque del Parque, VIII marqués de San Rafael, II conde de Joló, III vizconde de Mindanao. Casó con Rosa San Miguel y Martínez Campos, hija de José San Miguel y Gándara, marqués de Cayo del Rey, y de Pilar Martínez Campos Antón Olavide. Le sucedió su hija:

- María Cristina Malcampo y de San Miguel (1935-2004), IX marquesa de Casa Villavicencio, VII duquesa de San Lorenzo de Valhermoso, XIV duquesa del Parque, IX marquesa de San Rafael, IV condesa de Joló, IV vizcondesa de Mindanao. Casó con Beltrán Alfonso Osorio y Díez de Rivera, XVIII duque de Alburquerque, marqués de Alcañices, de los Balbases, de Cadreita, de Cullera, de Montaos, conde de Ledesma, de Huelma, de Fuensaldaña, de Grajal, de las Torres, de Villanueva de Cañedo, y de Villaumbrosa. Le sucedió su hija:

- María Cristina Osorio Malcampo (n. en 1975 ), X marquesa de Casa Villavicencio, VIII duquesa de San Lorenzo de Valhermoso, V condesa de Joló, V vizcondesa de Mindanao .